# Tanacetum galae
Tanacetum galae — вид рослин з роду пижмо (Tanacetum) й родини айстрових (Asteraceae).

## Середовище проживання
Поширений у Туркменістані й Узбекистані.